# 義妹生活
『義妹生活』（ぎまいせいかつ）は、三河ごーすとによる日本のYouTube漫画およびそれを原作としたメディアミックス作品。イラストはHitenが担当している。
2020年4月にYouTubeチャンネルが開設、2020年5月からYouTube動画として投稿されていた本作がメディアミックスされ、ノベライズ版としてMF文庫J（KADOKAWA）にて2021年1月から刊行。イラストはYouTube版と同じくHitenが担当している。同年7月からはノベライズ版を元に『少年エースplus』（同）にて奏ユミカによるコミカライズ版が連載されている。また、同月に公式チャンネルにてコミカライズ第1話のボイスコミック動画が投稿された。
2022年7月24日に、YouTubeのKADOKAWAanimeチャンネルで行われた生配信「MF文庫J『夏の学園祭2022』」にてテレビアニメ化が発表され、YouTube版の主要キャラクターのキャスト声優がアニメ版でも続投されることも併せて発表された。テレビアニメはノベライズ版の物語を原作として2024年7月から9月まで放送された。

## あらすじ
高校2年生・浅村悠太は、母の浮気が原因で両親が離婚して以来、女性に対して期待をしなくなっていた。悠太は父親の突然の再婚により、義妹となった派手な見た目の高校2年生・綾瀬沙季と出会う。
沙季も悠太と同様に、両親の不仲を見てきたために男女関係に慎重になっており、このことから二人は互いに「適切な距離感で接すること」を約束しあい、家族として生活していくことになる。

## 登場人物
声の項はボイスコミック版 / YouTube動画版とテレビアニメ版の声優。声優が1人の場合は原則テレビアニメ版を指す。
浅村悠太（）
声 - 天﨑滉平、石上静香（幼少期）
本作の主人公。都立水星高校に通う高校2年生の男子生徒。沙季の義兄。校内では他の生徒と距離を取っており、友和以外にまともな友人はいない。書店でアルバイトをしている。
『このライトノベルがすごい!』男性キャラクター部門では2023年版で10位、2025年版で6位を獲得。
綾瀬沙季（）
声 - 中島由貴
本作のヒロイン。悠太と同じ高校に通う高校2年生の女子生徒。悠太の義妹。悠太とは同い年だが誕生日が1週間遅いため、義妹ということになる。派手な見た目とは裏腹に大人びた性格をしているが、その見た目のせいで校内では浮いている。
『このライトノベルがすごい!』女性キャラクター部門では2022年版で7位、2023年版で9位、2025年版で10位を獲得。
丸友和（）
声 - 濱野大輝
悠太のクラスメイトで悠太にとっては唯一の友達と呼べる存在。野球部に所属しており、それに加えてオタクでもある。
奈良坂真綾（）
声 - 鈴木愛唯
沙季のクラスメイトで沙季にとっては唯一の友達と呼べる存在。明るい性格に加えお節介焼きであり、孤立していた沙季にウザ絡みをしていくうちに友達となった。
読売栞（）
声 - 鈴木みのり
悠太のバイト先の先輩で大学生。見た目はお淑やかで大和撫子だが、実際は悠太をからかうのが好きで下ネタも平気で口にする。美人なためアルバイト中によくナンパに遭っている。
浅村太一（）
声 - 天﨑滉平（ボイスコミック） / 小林親弘
悠太の実父で沙季にとっては義父にあたる。
綾瀬亜季子（）
声 - 原えりこ（ボイスコミック） / 上田麗奈
沙季の実母で悠太にとっては義母にあたる。

## 制作背景

### 経緯
三河は若者にもライトノベルに興味を持ってほしいと考えていた。そこで若者が多く利用するYouTubeに着目し、中高生向けに作品を提供する立場にもかかわらずYouTubeで作品を発表しないのは長期的に考えれば良くないと感じたことで、YouTubeで本作を展開することにした。
自身が小説家なこともあり本作をノベライズ化したいと考えていた三河は、知り合いの編集者に本作をアピールし続けた結果、MF文庫Jの担当編集者からオファーを貰うことに成功した。

### 制作
三河は複数の作品を執筆していく中で、「キャラクターの日常をひたすら深く掘り下げてほしい」という要望を持った読者の存在を知った。そこから、「極限まで日常に振り切った作品」に興味を示した三河は義理の兄妹関係を丁寧に描くことを考え、本作を執筆していった。
各キャラクターの性格や考え方については、三河曰く「自身の魂から切り分けた要素をある程度振り分けている」としているが、それに加えて他人の言動をキャラクターに反映させるパターンもある。また、三河は読者がハマれるような魅力を兼ね備えつつも限界までリアル感を与えるためにどうすればいいのかを意識して執筆をしている。
制作については、『義妹生活』の原作者の立ち位置として三河がいるが、物語の台本は複数のライターが手掛けている。三河曰く、それぞれのライターの味が台本ごとに出ているため、敢えてミニマムコントロールをせずにそのまま収録に持っていくことも多いという。

### スタッフィング
キャスティングについては三河が声優事務所・ビーフェクトと縁があったため相談したところ、中島由貴と天﨑滉平の2人を紹介された。中島と天﨑が本作に登場するキャラクターのイメージに合致したことからオファーを出し、双方から快諾を得ることが出来たという。
本作のイラストレーターにHitenを起用した理由について三河は「Hiten先生が個人で発表した『少女がひとりで過ごしている日常の一幕を切り取ったような』イラストが、自身のイメージする『義妹生活』の世界にピッタリだったから」だと述べている。

### YouTube版と小説版の差異
原作のYouTube版は時系列がバラバラだったが、ノベライズ版では時系列に沿って展開がされている。また、YouTube版では三河曰く「登場人物たちがユーチューバーをやっているイメージ」を描いて作られているが、ノベライズ版では浅村悠太の視点で描かれており、悠太の一人称で物語が進んでいく。
双方の一番の違いはストーリー性の有無であり、ノベライズ版では登場人物の関係性が大きく変化している。また、感情の変化や成長に関してはYouTube版以上にあると三河は述べている。
ノベライズ版ではYouTube版で登場していなかったキャラクターが複数登場している。

## 反響
本作のYouTube公開後の視聴者の反応について、浅村悠太役の天﨑は「視聴者を含めた皆で一から作品を作り上げていくプロジェクトのような温かさを感じる」と、綾瀬沙季役の中島は「私たちが感じている楽しさや面白さが、視聴者にも受け入れられているというのは嬉しい」とそれぞれ述べている。
2021年9月に「義妹生活」チャンネルの過去動画全てに英語字幕がつき、さらにスペイン語、中国語、ベトナム語の字幕も追加されていることから、三河は自身のTwitterで「海外のファンも増えている」と述べている。
ノベライズ版発売後の反響について三河は「想像以上の好評を頂いた」と述べたうえで、「本作はあえて調味料を使わず、素材の味で勝負するような一作であることもあり、一歩間違えれば地味とだけ受け取られ、作品のテーマや日常の空気感を楽しんでもらうという本作の旨味を楽しめない恐れもあった。なので、読者が前向きに作品のテーマに触れてくれてとても嬉しい」とも述べている。

## 評価
ノベライズ版第1巻が「ラノベニュースオンラインアワード2021年1月刊」の投票アンケートで「総合部門」「萌えた部門」「新作総合部門」「新作部門」の4部門にそれぞれ選出された。
「次にくるライトノベル大賞2021」では総合部門で8位、書き下ろし新作部門で2位をそれぞれ獲得している。『このライトノベルがすごい!』では2022年版で文庫部門7位、総合新作部門3位、2023年版で文庫部門9位、2025年版で文庫部門8位を獲得している。さらに、同誌2022年版には本作について「義妹との程よい距離感が良い味を出している」とコメントされている。
ライターの飯田一史はリアルサウンドのコラムで「YouTube発の小説」として本作を紹介しており、「ノベライズとして刊行された本作はラノベの読者に好意的に受け入れられている」と述べている。
石井・太田・松浦 (2022) は浅村悠太と綾瀬沙季の2人が家族として暮らしていく過程をリアルかつ丁寧に描いている一方で、過度な溺愛やコメディが描かれていないことによって他のラブコメ作品と差別化が出来ていると述べている。
2025年6月時点で電子版を含めたシリーズ累計部数は111万部を突破している。

## 既刊一覧

### 小説
- 三河ごーすと（著）・Hiten（イラスト） KADOKAWA〈MF文庫J〉、既刊15巻（2025年6月25日現在）
  1. 『義妹生活』2021年1月25日初版発行（同日発売[33]）、ISBN 978-4-04-064726-5
  2. 『義妹生活2』2021年3月25日初版発行（同日発売[34]）、ISBN 978-4-04-680326-9
  3. 『義妹生活3』2021年7月25日初版発行（7月21日発売[35]）、ISBN 978-4-04-680607-9
  4. 『義妹生活4』2021年12月25日初版発行（12月24日発売[36]）、ISBN 978-4-04-681001-4
  5. 『義妹生活5』2022年4月25日初版発行（同日発売[37]）、ISBN 978-4-04-681361-9
  6. 『義妹生活6』2022年8月25日初版発行（同日発売[38]）、ISBN 978-4-04-681656-6
  7. 『義妹生活7』2022年12月25日初版発行（12月23日発売[39]）、ISBN 978-4-04-682033-4
  8. 『義妹生活8』2023年4月25日初版発行（同日発売[40]）、ISBN 978-4-04-682404-2
  9. 『義妹生活9』2023年8月25日初版発行（同日発売[41]）、ISBN 978-4-04-682764-7
  10. 『義妹生活10』2024年1月25日初版発行（同日発売[42]）、ISBN 978-4-04-683233-7
  11. 『義妹生活11』2024年7月25日初版発行（同日発売[43]）、ISBN 978-4-04-683793-6
  12. 『義妹生活12』2024年10月25日初版発行（同日発売[44]）、ISBN 978-4-04-684229-9
  13. 『義妹生活13』2025年2月25日初版発行（同日発売[45]）、ISBN 978-4-04-684554-2
  14. 『義妹生活 another days』2025年2月25日初版発行（同日発売[46]）、ISBN 978-4-04-684555-9
  15. 『義妹生活14』2025年6月25日初版発行（同日発売[47]）、ISBN 978-4-04-684885-7

### 漫画
- 三河ごーすと（原作）・Hiten（キャラクター原案）・奏ユミカ（作画） 『義妹生活』 KADOKAWA〈角川コミックス・エース〉、既刊5巻（2025年3月24日現在）
  1. 2022年4月26日発売[48][49]、ISBN 978-4-04-112284-6
  2. 2022年12月26日発売[50]、ISBN 978-4-04-113171-8
  3. 2023年9月26日発売[51]、ISBN 978-4-04-113914-1
  4. 2024年6月25日発売[52]、ISBN 978-4-04-115047-4
  5. 2025年3月24日発売[53]、ISBN 978-4-04-115957-6

### 画集
- Hiten 『義妹生活 Hitenアートワークス』 KADOKAWA、2024年9月25日発売[54]、ISBN 978-4-04-683800-1

## テレビアニメ
2024年7月から9月までAT-Xほかにて放送された。

### スタッフ
- 原作 - 三河ごーすと（MF文庫J『義妹生活』 / KADOKAWA刊）[57]
- キャラクター原案 - Hiten[57]
- 監督 - 上野壮大[57]
- シリーズ構成 - 広田光毅[57]
- キャラクターデザイン - 仁井学[57]
- プロップデザイン - いのうえりか
- メインアニメーター - 太田衣美、渡邉徳[56]
- 色彩設計 - 桂木今里[56]
- 美術監督 - 甲斐政俊[56]
- 美術設定 - 田尻健一、鹿野良行
- 撮影監督 - 近藤慎与[56]
- CGディレクター - 大嶋慎介
- 編集 - 白石あかね[56]
- 音響監督 - 小沼則義[22]
- 音響効果 - 山田香織[22]
- 音響制作 - 100studio[22]
- 音楽 - CITOCA[22]
- 音楽制作 - 山口響子、日本コロムビア[22]
- 音楽プロデューサー - 江添佳絵
- プロデューサー - 香山貴亮、小倉理絵、大類瞬、門貴治、谷口博康、外川明宏、杉本拓朗、松村尚、渡瀬昌太
- アニメーションプロデューサー - 中田善文
- アニメーション制作 - スタジオディーン[57]
- 製作 - 義妹生活製作委員会

### 主題歌
「天使たちの歌」
fhánaによるオープニングテーマ。作詞は林秀樹、作曲・編曲は佐藤純一。
「水槽のブランコ」
Kitriによるエンディングテーマ。作詞はHinaとMona、作曲はMona、編曲はKitri。

### 各話リスト
| 話数   | サブタイトル               | 脚本     | 絵コンテ | 演出                               | 作画監督                                                                                           | 総作画監督      | 初放送日      |
| ------ | -------------------------- | -------- | -------- | ---------------------------------- | -------------------------------------------------------------------------------------------------- | --------------- | ------------- |
| 第1話  | 他人 と ただいま           | 広田光毅 | 上野壮大 | 安東大瑛 小林美月 村田尚樹         | 森本浩文 亀谷響子 張昀 石川洋一 植竹康彦 許睿雄 羽根田弓子                                         | 仁井学          | 2024年 7月4日 |
| 第2話  | 取引 と 目玉焼き           | 広田光毅 | 福島宏之 | 中島駿                             | 森本浩文 古池ゆかり 澤田知世 許睿雄 羽根田弓子                                                     | 仁井学          | 7月11日       |
| 第3話  | 反射 と 修正               | 広田光毅 | 上野壮大 | 上野壮大 久保太郎 村田尚樹         | 森本浩文 森川侑紀 亀谷響子 佐藤陵 伊藤智子 棚沢隆 小野あゆ美 澤田知世 杉本海帆 石川洋一 許睿雄     | 仁井学          | 7月18日       |
| 第4話  | 傾向 と 対策               | 山田花名 | 安東大瑛 | 安東大瑛                           | 杉本梨渚 蔣杭岑 秦詩雨 韓卉 彭麗穎 澤田知世 杉本海帆 植竹康彦 森川侑紀 石川洋一 太田衣美 EN.studio | 仁井学          | 7月25日       |
| 第5話  | レイトショー と ガチなやつ | 笹野恵   | 小林美月 | 小林美月                           | 羽根田弓子 許睿雄 古池ゆかり 杉本梨渚 張昀 Rad Plus                                                | 仁井学          | 8月1日        |
| 第6話  | 酢豚 と 雨                 | 山田花名 | 上野壮大 | いとがしんたろー                   | 森本浩文 張昀 古池ゆかり 澤村享 いのうえりか 武藤健 植竹康彦 石川洋一 Rad Plus reboot スタジオCL   | 仁井学          | 8月8日        |
| 第7話  | 感情 と 夏休み             | 広田光毅 | 福島宏之 | 上野壮大 久保太郎                  | 増喜美和子 張昀 吉田和香子 秦詩雨 韓卉 彭麗穎 スタジオCL                                           | 仁井学          | 8月15日       |
| 第8話  | 返事 と ホットミルク       | 笹野恵   | 小林美月 | 浜名孝行                           | 石井明治 杉本梨渚 澤田知世 羽根田弓子 許睿雄 太田衣美 亀谷響子 森本浩文 植竹康彦 吉田和香子        | 仁井学          | 8月22日       |
| 第9話  | 義妹 と 日記               | 広田光毅 | 上野壮大 | 上野壮大 小林美月                  | 張昀 太田衣美 澤田知世 日下岳史 宮川智恵子 Rad Plus スタジオCL 無錫月霊動画                        | 仁井学          | 8月29日       |
| 第10話 | 縁 と 未練                 | 山田花名 | 中島駿   | 中島駿                             | 張昀 足立裕貴 亀谷響子 森川侑紀 古池ゆかり 羽根田弓子 Rad Plus スタジオCL                          | 仁井学          | 9月5日        |
| 第11話 | 兄 と 妹                   | 広田光毅 | 福島宏之 | いとがしんたろー 安東大瑛          | 杉本梨渚 張昀 杉本海帆 古池ゆかり 森本浩文 太田衣美 許睿雄 羽根田弓子 ワン・オーダー               | 仁井学          | 9月12日       |
| 第12話 | と                         | 広田光毅 | 上野壮大 | 上野壮大 小林美月 いとがしんたろー | 太田衣美 宮川智恵子 王國年 澤田知世 Rad Plus スタジオCL                                            | 仁井学 藤井まき | 9月19日       |

### 放送局
| 放送期間               | 放送時間                     | 放送局     | 対象地域   | 備考                                            |
| ---------------------- | ---------------------------- | ---------- | ---------- | ----------------------------------------------- |
| 2024年7月4日 - 9月19日 | 木曜 21:00 - 21:30           | AT-X       | 日本全域   | 製作参加 / CS放送 / 字幕放送 / リピート放送あり |
|                        | 木曜 22:30 - 23:00           | TOKYO MX   | 東京都     |                                                 |
|                        | 木曜 23:30 - 金曜 0:00       | BS11       | 日本全域   | BS放送 / 『ANIME+』枠                           |
| 2024年7月5日 - 9月20日 | 金曜 2:55 - 3:25（木曜深夜） | 関西テレビ | 近畿広域圏 | 製作参加                                        |

| 配信開始日   | 配信時間                | 配信サイト |
| ------------ | ----------------------- | --- |
| 2024年7月4日 | 木曜 22:00 更新         | dアニメストア U-NEXT アニメ放題 |
| 2024年7月9日 | 火曜 22:00 以降順次更新 | Netflix TVer Lemino ABEMA FOD バンダイチャンネル Hulu TELASA （見放題プラン） J:COM STREAM milplus見放題パックプライム Prime Video カンテレドーガ DMM TV music.jp ビデオマーケット HAPPY!動画 |

### BD / DVD
| 巻 | 発売日         | 収録話         | 規格品番  | 規格品番  | 規格品番   |
| 巻 | 発売日         | 収録話         | BD限定版  | BD通常版  | DVD通常版  |
| -- | -------------- | -------------- | --------- | --------- | ---------- |
| 1  | 2024年10月25日 | 第1話 - 第4話  | KAXA-8881 | KAXA-8891 | KABA-11591 |
| 2  | 2024年11月27日 | 第5話 - 第8話  | N/A       | KAXA-8892 | KABA-11592 |
| 3  | 2024年12月25日 | 第9話 - 第12話 | N/A       | KAXA-8893 | KABA-11593 |

### Webラジオ
2024年4月29日からWebラジオ番組『義妹生活ラジオ 〜Radio Diary〜』が、YouTubeのKADOKAWAアニメチャンネルおよびインターネットラジオステーション＜音泉＞にて月1回配信が開始される。パーソナリティは、天﨑滉平（浅村悠太 役）と中島由貴（綾瀬沙季 役）が担当。

#### ゲスト
- 第1回 - 三河ごーすと（原作）[63]
- 第2回 - 鈴木愛唯（奈良坂真綾 役）[64]
- 第3回 - 上野壮大（監督）[65]
- 第4回 - 鈴木みのり（読売栞 役）[66]